# ماكس براور
ماكس يوليوس فريدريش براور (بالألمانية: Max Julius Friedrich Brauer)؛ (3 سبتمبر 1887,أوتينسين - فبراير 1973, هامبورغ) وهو سياسي ألماني ينتمي إلى الحزب الديمقراطي الاجتماعي(SPD). شغل براور منصب عمدة مدينة هامبورغ مرتين (22 نوفمبر 1946 - 2 ديسمبر 1953) ,(4 ديسمبر 1957 - 31 ديسمبر 1960).

## روابط خارجية
- ماكس براور على موقع IMDb (الإنجليزية)
- ماكس براور على موقع مونزينجر (الألمانية)
- ماكس براور على موقع قاعدة بيانات الفيلم (الإنجليزية)